# (1069) Planckia
(1069) Planckia es un asteroide que forma parte del cinturón de asteroides y fue descubierto el 28 de enero de 1927 por Maximilian Franz Wolf desde el observatorio de Heidelberg-Königstuhl, Alemania.

## Designación y nombre
Planckia recibió al principio la designación de 1927 BC.
Más tarde, se nombró en honor del físico alemán Max Planck (1858-1947).

## Características orbitales
Planckia orbita a una distancia media del Sol de 3,126 ua, pudiendo acercarse hasta 2,781 ua. Su inclinación orbital es 13,57° y la excentricidad 0,1103. Emplea 2019 días en completar una órbita alrededor del Sol.